# Університет Аризони
Університет Аризони (англ. The University of Arizona) — громадський вищий навчальний та науково-дослідницький заклад штату Аризона із власною земельною ділянкою, заснований 1885 року (тобто за 27 років до перетворення Території Аризона на окремий штат). До його складу входить єдиний в штаті Аризона медичний навчальний заклад з правом надання ступеня доктора медицини. Станом на осінь 2008 року загальна кількість студентів становила 38 057 чоловік.
Особливо значними є досягнення університету в галузі астрономії та астрофізики. Зокрема, команда дослідників з Обсерваторії Стюарда під керівництвом Роджера Ейнджела працює над спорудженням найпотужнішого у світі телескопа, відомого як Гігантський магелланів телескоп. Телескоп має бути завершений 2016 року та обійдеться у 500 млн доларів США. До його складу будуть входити сім 18-тонних дзеркал, що забезпечуватимуть чіткі зображення вулканів і «каналів» на Марсі й гір на Місяці, при цьому зображення буде оновлюватись у 40 разів швидше, ніж дозволяють сучасні найбільші телескопи.